# لايتون ستيوارت
لايتون ستيوارت (بالإنجليزية: Layton Stewart)‏ هو لاعب كرة قدم بريطاني في مركز الهجوم، ولد في 3 سبتمبر 2002 في ليفربول في المملكة المتحدة.

## وصلات خارجية
- لايتون ستيوارت على موقع الاتحاد الأوربي (الإنجليزية)
- لايتون ستيوارت على موقع قاعدة بيانات كرة القدم.إي يو (الإنجليزية)
- لايتون ستيوارت على موقع ليكيب (الفرنسية)
- لايتون ستيوارت على موقع Soccerbase.com (لاعب) (الإنجليزية)
- لايتون ستيوارت على موقع Soccerway.com (الإنجليزية)
- لايتون ستيوارت على موقع عالم كرة القدم.نت (الإنجليزية)